# 이승복 (1959년)
이승복(李承福, 1959년 12월 9일 ~ 1968년 12월 9일)은 대한민국의 학생으로 1968년에 발생한 울진·삼척 무장 공비 침투 사건의 희생자이다. "나는 공산당이 싫어요"라는 발언을 한 것으로 널리 알려져 있다.
이에 격분한 북한의 무장 공비에 의해 어린 소년과 그 일가족이 무참하게 학살당한다.

## 생애
이승복은 강원도 평창군 진부면(현 용평면) 도사리에서 태어나 1967년 3월 2일에 속사국민학교 계방분교(훗날 속사초등학교 계방분교)에 입학했다. 1968년 11월 2일 울진-삼척 무장공비 침투 사건 때 삼척시의 바닷가를 통해서 대한민국으로 무단 침입한 북한의 무장간첩에 의해서 자신의 9번째 생일이었던 12월 9일 밤, 어머니와 남동생, 여동생과 함께 살해당했고 그의 형과 아버지는 크게 부상을 입었다.
12월 11일 《조선일보》는 3면에 이 사건을 〈“共産黨(공산당)이 싫어요” 어린 抗拒(항거) 입 찢어〉라는 제목의 기사로 다뤘다. 이 기사는 현장을 목격하고 유일하게 살아 남은 이승복의 형의 증언을 인용하여 "무장공비가 가족을 몰아 넣고 북괴의 선전을 하자 이승복이 “우리는 공산당이 싫어요”라고 대답하여 공비들이 이승복의 입을 찢고 가족들을 몰살시켰다"고 보도했다. 12월 13일에 제작된 대한뉴스 제705호 〈남침공비를 무찌른다 - 제3신〉 편에서는 이 사건을 “공산당이 싫다고 해서 어린 젖먹이를 돌로 때리고 입을 찢어죽인 이들의 만행”이라고 보도하면서 일가족의 시신을 공개했다.
이후 이 사건이 국민학교(지금의 초등학교) 도덕 교과서에 실리고, 국민학교마다 이승복의 동상이 세워지는 등 반공정신의 상징처럼 되었다. 교과서에서는 이 내용이 제6차 교육 과정에서부터 빠졌다. 1982년 3월 22일에는 전두환 당시 대통령으로부터 국민훈장 동백장을 추서받았다.

## 의혹 제기

### 시초
계간 저널리즘 1992년 가을호에 당시 미디어오늘의 편집국장 김종배는 〈“공산당이 싫어요” 이승복 신화 이렇게 조작됐다〉라는 기사에서, 당시 조선일보의 기사가 허위라고 주장했다. 그는 조선일보 기사에서 이승복의 형의 이름을 잘못 기록했다는 점, 그의 집이 마을과 멀리 떨어져 있어 소리를 듣기가 사실상 불가능하다는 점, 후에 이승복의 형이 조선일보 기자를 만난 적이 없다고 밝힌 점을 지적했고, 이승복 시신의 입이 찢어져 있지 않았다는 주민의 증언을 인용하면서 조선일보의 기사를 “작문”이라고 비판했다.
1998년 당시 언론개혁시민연대 사무총장인 김주언은 서울과 부산에서 ‘오보 전시회’를 열어 김종배의 기사를 전시했고, 이후 10월에는 미디어오늘과 월간 말을 통해 더 많은 근거를 들어 오보 내지는 작문이라는 주장을 했다.

### 경과
1998년 11월 조선일보는 김주언 김종배 두 명을 명예훼손으로 형사 고소했다. 1999년 7월 서울지방검찰청은 두 명을 불구속 기소했고, 2002년 형사 1심에서 두 명에게 각각 징역 6월과 10월을 선고했다.
2004년 10월 28일 서울중앙지방법원에서 있었던 항소심에서는 김주언에게 징역 6월에 집행유예 2년, 김종배에게 무죄를 선고했다. 재판부는 판결문을 통해 조선일보의 기사는 사실에 기초한 것으로 판단되지만, 거기에 대한 의혹보도 역시 충분한 구체성을 가지고 있다면 언론의 자유에서 용인할 수 있다고 밝혔다. 이어 2006년 11월 24일 대법원에서 원심을 유지하기로 결정함에 따라 사건이 마무리되었다.

### 결론
이승복은 함께 살해당한 그의 어머니, 남동생, 여동생의 묘소 옆에 나란히 묻혀 있다. 한편 육·해·공군·해병대 예비역 영관장교연합회 회원들은 1999년 이후 매년 이승복의 기일마다 기념관과 그의 묘소를 참배하고 있다.

## 가족[4][5]
- 아버지: 이석우
- 어머니: 주대하, 함께 살해됨
- 형: 이학관
- 남동생: 이승수, 함께 살해됨
- 여동생: 이승자, 함께 살해됨

## 같이 보기
- 반공주의
- 삼선 개헌
- 조선일보